# Мумуні Дагано
Мумуні Дагано (фр. Moumouni Dagano, нар. 3 січня 1981, Уагадугу) — буркінійський футболіст, що грав на позиції нападника зокрема за декілька французьких і бельгійських клубних команд, а також національну збірну Буркіна-Фасо.

## Клубна кар'єра
У дорослому футболі дебютував 1998 року виступами за івуарійську команду «Стелла д'Аджаме», згодом протягом двох років грав на батьківщині, захищаючи кольори  команд «Женесс» (Бобо-Діуласо) та «Етуаль Філант» (Уагадугу).
2000 року перебрався до Бельгії, уклавши контракт із клубом «Жерміналь-Беєрсхот». Вже за рік контракт габаритного нападника за півтора мільйони євро викупив один з лідерів тогочасного бельгійського футболу «Генк». У новій команді буркінієць відразу ж став важливою складовою атакувальної ланки, а його 20 голів у сезоні 2001/02 допомогли «Генку» стати чемпіоном Бельгії. Наступного сезону команда фінішувала лише шостою у чемпіонаті, проте Дагано продовжував забивати і відзначився 15 голами у 31 грі турніру.
У липні 2003 року його новим клубом став французький «Генгам», який спрлатив за трансфер нападника 1,8 мільйона євро. Новачок не допомог команді зберегти прописку в Лізі 1 за результатами сезону 2003/04 і наступний сезон провів у Лізі 2.
Влітку 2005 року повернувся до елітного французького дивізіону, перейшовши за 3 мільйони євро до «Сошо», за який відіграв три наступні сезони. Особливих досягнень у чемпіонаті Франції у цей період команда не мала, однак здобула Кубок Франції у розіграші 2006-2007 років.
2008 року за 850 тисяч євро перебрався до катарського «Аль-Хор». В подальшому грав у Катарі до завершення ігрової кар'єри у 2016, змінивши за цей час низку команд, останньою з яких був «Катар СК».

## Виступи за збірну
1998 року дебютував в офіційних матчах у складі національної збірної Буркіна-Фасо.
У період з 2000 ро 2013 рік був учасником усіх шести розіграшів Кубка африканських націй. На останньому з них, Кубку африканських націй 2013 року в ПАР, був капітаном буркінійської команди, яка стала срібним призером турніру.
Загалом протягом шістнадцятирічної кар'єри у національній команді провів у її формі 83 матчі, забивши 34 голи.

## Титули і досягнення
- Чемпіон Бельгії (1):

«Генк»: 2001-2002
- Володар Кубка Франції (1):

«Сошо»: 2006-2007
- Чемпіон Катару (1):

«Ад-Духаїль»: 2011–12
Збірні
- Срібний призер Кубка африканських націй: 2013